# Конформации циклогексана

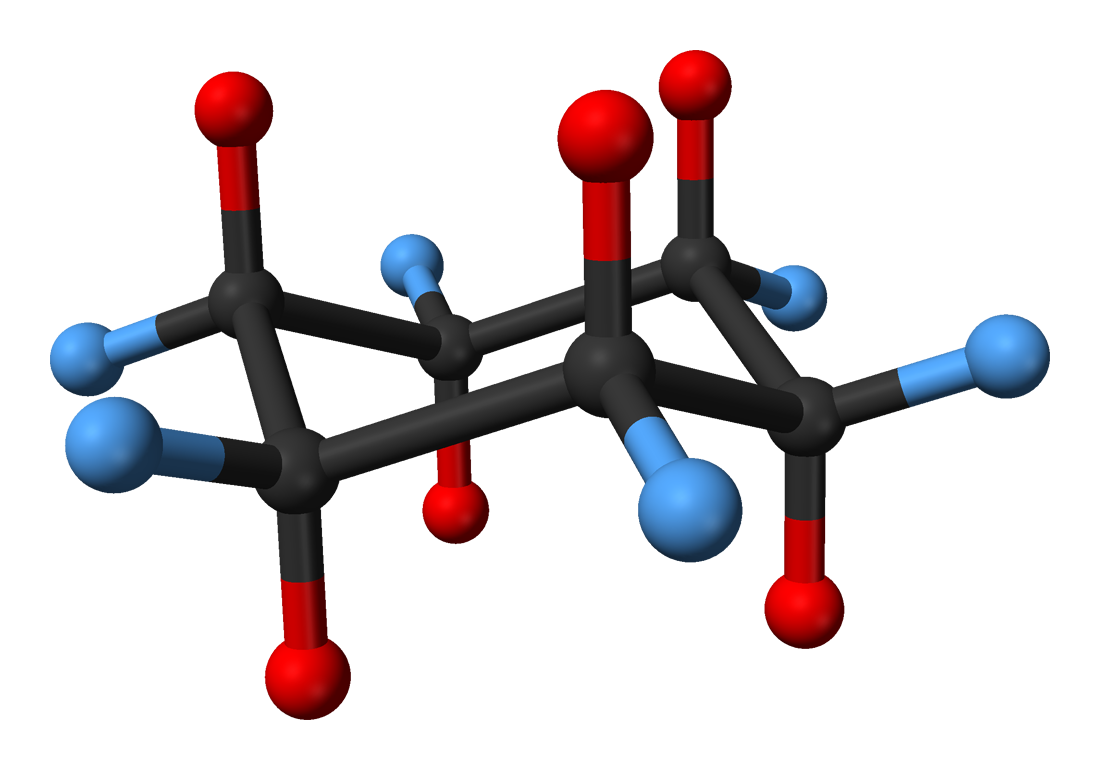
Молекула циклогексана в конформации кресла. Атомы водорода в аксиальных позициях показаны красным, а в экваториальных — синим.

Конформация циклогексана — одна из нескольких трёхмерных форм, принимаемой молекулой циклогексана. Поскольку многие соединения имеют похожие шестиатомные циклы, изучение структуры и свойств циклогексана важны для понимания свойств широкого спектра молекул.
Внутренние углы правильного шестиугольника составляют 120°, тогда как предпочтительный угол между последовательными связями в углеродной цепи составляет около 109,5°. Поэтому циклогексан имеет тенденцию принимать определённые неплоские (искривленные) конформации, в которых углы ближе к 109,5° и которые имеют более низкое торсионное напряжение, чем плоская шестиугольная форма. Наиболее важными формами являются кресло, полу-кресло, лодка и твист. Их относительная стабильность: кресло > твист > лодка > полу-кресло. Молекула может легко менять конформации, и только две из них — кресло и твист — могут быть изолированы в чистом виде.

## Историческая справка
В 1890 году Герман Сакс, 28-летний ассистент в Берлине, опубликовал инструкции по складыванию клочка бумаги, для представления двух форм циклогексана, которые он назвал симметричной и несимметричной (теперь называемые кресло и лодка). Он понимал, что эти формы имеют две возможные позиции для атомов водорода (опять-таки, используя современную терминологию, аксиальную и экваториальную), что два кресла, вероятно, будут взаимопревращаться, и даже то, как определённые заместители могут благоприятствовать одной из форм кресла.
Поскольку он выразил все это на математическом языке, мало кто из химиков того времени понимал его аргументы. Он несколько раз опубликовал эти идеи, но ни одна из них не была признана в химическом сообществе. Только в 1918 году Эрнст Мор, основываясь на молекулярной структуре алмаза, которая была найдена с использованием тогда очень ещё новой техники рентгеновской кристаллографии, смогла подтвердить ранние предположения Сакса Дерек Бартон и Одд Хассел разделили Нобелевскую премию 1969 года за работу по конформациям циклогексана и различных других молекул.

## Основные конформации

### Кресло
Конформация кресла является наиболее стабильной конформацией. При 25 °C, почти все молекулы в растворе циклогексана принимают эту конформацию.

Переворот кресла циклогексана (инверсия цикла) посредством конформации лодки (4). Структуры важных конформаций показаны: кресло (1), полу кресло (2), твист (3) и лодка (4). После полного переворота цикла, атомы водорода, которые ранее были аксиальными (синий H), превращаются в экваториальные, а экваториальные (красный H) превращаются в аксиальные.

Каждый углерод несет один «верхний» и один «нижний» водород. Связи С-Н чередуются таким образом, что торсионное напряжение минимизировано. Геометрия кресла не изменяется, когда атомы водорода заменяются галогенами или другими простыми группами.

### Конформации лодка и твист

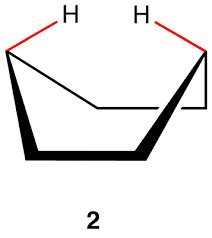

Конформация лодка имеет более высокую энергию, чем конформация кресло. Взаимодействие между двумя атомами (изображение 2, выделены красным) водорода создает стерический эффект. Торсионное напряжение также существует между связями C2-C3 и C5-C6 (они как бы затмевают друг друга). Из-за этого напряжения конфигурация лодки нестабильна.
Конформация лодки может самопроизвольно стать конформацией твист. Эта конформация получается из немного скрученной конформации лодки. Это преобразование устраняет затмение связей C2-C3 и C5-C6, что делает молекулу более стабильной.
Концентрация конформации твист при комнатной температуре составляет менее 0,1%, но при 1073 кельвинов она может достигать 30%.

## Динамика

### Кресло-кресло
Взаимное преобразование конформеров кресла называется переворотом цикла или переворотом кресла . Углерод-водородные связи, которые являются аксиальными в одной конфигурации, становятся экваториальными в другой, и наоборот. При комнатной температуре две конформации кресла быстро уравновешиваются. Спектр ЯМР протонов циклогексана представляет собой синглет при комнатной температуре.
Детальный механизм взаимного преобразования кресло-кресло стал предметом многочисленных исследований и дискуссий. Состояние полу-кресла (D, на рисунке ниже) является ключевым переходным состоянием в взаимопревращении между конформациями кресла и твиста. Взаимопревращение между двумя конформациями стула включает следующую последовательность: кресло → полу-кресло → твист → полу-кресло ′ → кресло ′.

### Твист — Твист
Конформация лодки (C, ниже) является переходным состоянием, позволяющим взаимопревращение между двумя различными конформациями твист. Хотя конформация лодки не является необходимой для взаимопревращения между двумя конформациями кресла циклогексана, она часто включается в диаграмму реакции, используемую для описания этого взаимопревращения, потому что её энергия значительно ниже, чем у полу-кресла, поэтому любая молекула с достаточным количеством энергия, необходимая для перехода от твист-лодки к стулу, также имеет достаточно энергии, чтобы перейти от твист-лодки к лодке. Таким образом, существует множество путей, с помощью которых молекула циклогексана в конформации твист-лодки может снова достичь конформации кресла.

Конформация: кресло (A), твист (B), лодка (C) и полу-стул (D). Энергии 43, 25 и 21.

## Замещенные производные

Конформер метилциклогексана с экваториальным метилом имеет преимущество 1.74 kcal/mol (7.3 kJ/mol) относительно конформера, где метил является аксиальным.

В циклогексане две конформации кресла имеют одинаковую энергию. Ситуация более сложная — это замещенные производные. В метилциклогексане два конформера не являются изоэнергетическими. Метильная группа предпочитает экваториальную ориентацию. Предпочтение заместителя по отношению к экваториальной конформации измеряется через разницу энергии Гиббса между двумя конформациями стула. Положительное значение указывает на предпочтение экваториальной позиции.

## Гетероциклические аналоги
Гетероциклические аналоги циклогексана распространены в сахарах, пиперидинах, диоксанах и др. Они существуют, как правило, в соответствии с тенденциями, наблюдаемыми в циклогексане, то есть конформер кресла является наиболее стабильным. Однако аксиально-экваториальные равновесия сильно зависят от замены метилена на O или NH. Иллюстративными являются конформации глюкозидов . 1,2,4,5-тетратиан ((SCH 2) 3) лишен неблагоприятных 1,3-диаксиальных взаимодействий циклогексана.